# サンシャイン ロマンス
「サンシャイン ロマンス」（sunshine romance）は、1993年5月7日に発売されたORIGINAL LOVE通算4作目のシングル。

## 解説
「サンシャイン ロマンス」はアルバム『EYES』からの先行シングル曲で、アルバム収録のものと比べ、エンディングが20秒ほど短く編集されているほか、ミックスが異なる。後に、アルバム『SUNNY SIDE OF ORIGINAL LOVE』に、エンディングが長く編集された“New Version”で収録された。この曲は田島貴男が、自身の番組で、メロディーは異なるがフィフス・ディメンション（The Fifth Dimension）「It's a Great Life」とイントロでのブラス・アレンジの類似性を指摘され、対して田島が「これ（<It's a Great Life>）は金管系で組んであるんですけど、<サンシャイン ロマンス>はね、三管のサックス…木管が入ってますんで」と、答えていた。
「ティアドロップ」はオリジナル・アルバム未収録。この曲は前年のツアーで新曲として、既に披露されていた。また、『EYES』が24bit デジタル・リマスタリング、紙ジャケット仕様の田島貴男監修・公認盤での再発時に、オリジナルと異なる“Rare Version”がボーナス・トラックで収録された。
「サンシャイン ロマンス（オリジナル・カラオケ）」は、1995年12月にリリースされたアーティスト非監修のボックス・セット『COLOR CHIPS ORIGINAL LOVE LEGEND 1991-1994』のオリジナル・カラオケ集“GREEN”に収録されたほか、「ティアドロップ」も、未発表のオリジナル・カラオケが収録された。
両曲とも、ベースをそれまでの井上富雄に代わって沖山優司が弾いている。沖山は引き続き『EYES』にもレコーディングに参加、その後、1995年冬のツアーから、2000年5月まで、サポート・メンバーとして参加した。
ジャケットには『EYES』同様、千葉県市川市内にある江戸川河口の市川大橋で撮影されたバンド・メンバーのショットが使われている。

## 収録曲
全曲作詞：木原龍太郎、作曲：田島貴男、編曲：オリジナル・ラヴ
1. サンシャイン ロマンス sunshine romance  –  (5'09")
CASIO 20 BAR TVCFイメージソング
2. ティアドロップ teardrop  –  (5'08")
テレビ東京系「モグラネグラ」テーマ曲
3. サンシャイン ロマンス（オリジナル・カラオケ） sunshine romance (instrumental version)

## クレジット
| オリジナル・ラヴ ORIGINAL LOVE          |
| 田島貴男 : ヴォーカル、コーラス、ギター |
| 宮田繁男 : ドラムス                     |
| 木原龍太郎 : キーボード                 |
| 森宣之 : サックス                       |
| 村山孝志 : ギター                       |
| プロデューサー : 田島貴男               |
| アレンジメント : オリジナル・ラヴ       |

### サンシャイン ロマンス
| <ゲスト・ミュージシャン>                                    |   |                               |
| ベース                                                      | : | 沖山優司                      |
| パーカッション                                              | : | 三沢またろう                  |
| トランペット                                                | : | 荒木敏男                      |
| トロンボーン                                                | : | 村田陽一                      |
| テナー・サックス                                            | : | 平原まこと                    |
| コンピューター・プログラミング                              | : | 岸利至                        |
|                                                             |   |                               |
| レコーディング・エンジニア                                  | : | 森岡徹也 (SME) 太田安彦 (SME) |
| ミキシング・エンジニア                                      | : | 太田安彦 (SME)                |
| マスタリング・エンジニア                                    | : | 中里正男 (ONKIO HAUS)         |
|                                                             |   |                               |
| 沖山優司 appears by the courtesy of PONY CANYON, VIBRASTONE |   |                               |

### ティアドロップ
| <ゲスト・ミュージシャン>                                    |   |                               |
| ベース                                                      | : | 沖山優司                      |
| パーカッション                                              | : | 三沢またろう                  |
| トランペット                                                | : | 間宮良二                      |
| トロンボーン                                                | : | 伊東弘昭                      |
|                                                             |   |                               |
| レコーディング・エンジニア                                  | : | 阿部充泰 (SME)、新銅 “V” 康晃 |
| ミキシング・エンジニア                                      | : | 新銅 “V” 康晃                 |
| マスタリング・エンジニア                                    | : | 中里正男 (ONKIO HAUS)         |
|                                                             |   |                               |
| 沖山優司 appears by the courtesy of PONY CANYON, VIBRASTONE |   |                               |

## リリース日一覧
| 地域 | リリース日   | レーベル                | 規格          | カタログ番号 | 備考                                                                                              |
| ---- | ------------ | ----------------------- | ------------- | ------------ | ------------------------------------------------------------------------------------------------- |
| 日本 | 1993年5月7日 | EASTWORLD ⁄ TOSHIBA EMI | 8cmCDシングル | TODT-3017    | カップリングはオリジナル・アルバム未収録。タイトル・トラックのオリジナル・カラオケを含む3曲収録。 |

## 「サンシャイン ロマンス」カバー
| アーティスト | 収録作品（初出のみ）                 | 発売日        | 生産番号             |
| ------------ | ------------------------------------ | ------------- | -------------------- |
| 光永泰一朗   | 波音ラヴァーズ〜Seasoning of Songs〜 | 2010年7月28日 | iTunes Store配信限定 |